# Bahnhof Stuttgart-Weilimdorf

Der Bahnhof Stuttgart-Weilimdorf ist eine Station im Netz der Stuttgarter S-Bahn in Stuttgart-Weilimdorf. Gemäß der Eisenbahn-Bau- und Betriebsordnung handelt es sich nicht um einen Bahnhof, sondern um einen Haltepunkt.

## Geschichte
Mitte der 1860er Jahre plante die königlich württembergische Eisenbahnverwaltung eine Bahnstrecke von Stuttgart nach Calw. Diese sollte in Feuerbach oder Zuffenhausen von der Nordbahn abzweigen und durch das Strohgäu nach Leonberg führen. 1865 entschied sich der Landtag für die Ausführung über Zuffenhausen. Für die Gemeinde Weil im Dorf wirkte sich dieser Beschluss negativ aus. Die Strecke berührte lediglich die nordwestliche Gemarkung.
Die nächstgelegene Station befand sich in fast zwei Kilometer Entfernung in Korntal. Deren Einweihung fand am 23. September 1868 statt. Da Weil im Dorf jedoch wesentlich mehr Einwohner zählte als Korntal, erhielt der Bahnhof zeitweise die Bezeichnung Kornthal-Weil im Dorf, beziehungsweise ab 1904 Korntal-Weil im Dorf. Über die Ludwigsburger Straße (heutige Solitudestraße) oder den Bahnhofweg (heutige Karl-Frey-Straße) gelangte man zu ihm.
In den Jahren 1913 und 1914 entstanden Entwürfe für eine Linie der Stuttgarter Vorortstraßenbahn, die von Feuerbach über Weil im Dorf nach Gerlingen führen sollte. Doch wegen Auseinandersetzungen über den Streckenverlauf und des Ausbruchs des Ersten Weltkriegs konnte das Vorhaben nicht verwirklicht werden. Erst 1926, mit der Inbetriebnahme der Städtischen Straßenbahn Feuerbach, war für die Bürger von Weil im Dorf eine Lösung gefunden.
Im Mai 1962 wurde dem Stuttgarter Gemeinderat der 1957 in Auftrag gegebene Generalverkehrsplan vorgestellt. Der Verkehrswissenschaftler Professor Walther Lambert entwickelte ein Nahverkehrskonzept für die Landeshauptstadt und ihr Umland. Sein Entwurf berücksichtigte auch Weilimdorf – dessen Schreibweise sich 1955 geändert hatte. An der Schwarzwaldbahn, zwischen den Bahnhöfen Korntal und Ditzingen, sollte ein neuer Haltepunkt für den Stadtbezirk entstehen.
Ab Ende der 1960er Jahre entstand entlang der Bahnstrecke ein Industriegebiet. Ende der 1980er Jahre errichtete die Bundesbahn, wie von Lambert konzipiert, einen neuen Haltepunkt. Dieser wurde mit dem dazugehörenden Park-and-ride-System am 3. Dezember 1988 seiner Bestimmung übergeben.

### Ausblick
Bis 2030 soll die S-Bahn-Station barrierefrei ausgebaut werden. 2028 sollen die Bahnsteige auf S-Bahn-Niveau (96 cm) erhöht werden.
Der Bahnhof ist Teil des Planbereichs 1 (Böblingen) des Digitalen Knotens Stuttgart, dessen Baubeginn 2027 und dessen Inbetriebnahme für 2030 geplant ist.

## Bahnbetrieb
Der Haltepunkt wird von den Linien S6 und S60 der S-Bahn Stuttgart bedient. Seit September 2022 hält hier zu Stoßzeiten die Express-S-Bahnlinie S62 (Weil der Stadt – Zuffenhausen), welche nicht an allen Unterwegsstationen hält. Die Station verfügt über zwei Seitenbahnsteige an den beiden durchgehenden Hauptgleisen. Gleis 1 ist den Zügen nach Stuttgart Schwabstraße zugeordnet, Gleis 2 den Zügen nach Weil der Stadt und Böblingen.
Die Bahnsteigkanten sind mit 76 cm Höhe etwa 20 cm tiefer als die Einstiegshöhe der Fahrzeuge, der Einstieg damit nicht barrierefrei.
Der Bahnhof Weilimdorf ist der Preisklasse 5 zugeordnet.

### S-Bahn
| Linie | Strecke |
| ----- | --- |
| S 6   | Weil der Stadt – Renningen – Leonberg – Zuffenhausen – Hauptbahnhof – Schwabstraße (Verstärkerzüge im Berufsverkehr) |
| S 60  | Böblingen – Sindelfingen – Magstadt – Renningen – Leonberg – Zuffenhausen – Hauptbahnhof – Schwabstraße              |
| S 62  | Weil der Stadt – Leonberg – Ditzingen – Weilimdorf – Korntal – Zuffenhausen                                          |